# Detektory fotoemisyjne
Detektory fotoemisyjne - to detektory z tzw. zewnętrzną emisją fotowoltaiczną. Zjawisko fotoemisji polega na emisji elektronów z materiału na zewnątrz (z fotokatody do wolnej przestrzeni) w wyniku wybicia go przez padający foton. Foton jest absorbowany w materiale fotokatody osadzonym na podłożu. Często materiał podłoża jest przeźroczysty dla padającego promieniowania.
Efekt fotowoltaiczny, zjawisko  polegające na powstaniu siły elektromotorycznej w ciele stałym pod wpływem promieniowania świetlnego.